# Teoría de la influencia moral de la expiación
La influencia moral o teoría del influencia moral de la expiación, desarrollada o propagada más notablemente por Pedro Abelardo (1079-1142),  es una alternativa a la teoría de la satisfacción de la expiación de san Anselmo.  Abelardo se centró en cambiar la percepción del hombre de Dios no como ofendido, duro y sentencioso, sino como amoroso. Según Abelardo, "Jesús murió como la demostración del amor de Dios", una demostración que puede cambiar los corazones y las mentes de los pecadores, volviéndolos a Dios.

## Doctrina

### Abelardo
No fue hasta Anselmo, con su teoría de la satisfacción de la expiación, que se articuló específicamente una teoría de la expiación. La teoría de la influencia moral fue desarrollada, o más notablemente propagada, por  Abelardo (1079-1142), como alternativa a la teoría de la satisfacción de Anselmo.
Abelardo no sólo rechazó la idea de la muerte de Jesús como un rescate pagado al diablo, que convertía al Diablo en un dios rival, sino que también se opuso a la idea de que la muerte de Jesús fuera una "deuda pagada al honor de Dios. " También se opuso al énfasis en el juicio de Dios, y a la idea de que Dios cambiara de opinión después de que el pecador aceptara la muerte sacrificial de Jesús, lo cual no era fácilmente conciliable con la idea del "Dios perfecto e impasible [que] no cambia"." Abelardo se centró en cambiar la percepción que el hombre tiene de Dios no como ofendido, duro y sentencioso, sino como amoroso. Según Abelardo, "Jesús murió como demostración del amor de Dios", una demostración que puede cambiar los corazones y las mentes de los pecadores, volviéndose hacia Dios.
Beilby y Eddy señalan que Abelardo fue "desafiado en sus puntos de vista por Bernardo de Claraval, condenado por el Concilio de Sens (1140), y finalmente excomulgado. Su enfoque general de la expiación, sin embargo, ha perdurado en diversas formas a lo largo del último milenio."

### Teoría del ejemplo moral
Una teoría relacionada, la "teoría del ejemplo moral", fue desarrollada por Fausto Socino (1539-1604) en su obra De Jesu Christo servatore (1578). Rechazó la idea de "satisfacción vicaria".  Según Socinus, la muerte de Jesús nos ofrece un ejemplo perfecto de entrega abnegada a Dios".
Varios teólogos ven las teorías del "ejemplo" (o "ejemplar") de la expiación como variaciones de la teoría de la influencia moral. Wayne Grudem, sin embargo, argumenta que "Mientras que la teoría de la influencia moral dice que la muerte de Cristo nos enseña cuánto nos ama Dios, la teoría del ejemplo dice que la muerte de Cristo nos enseña cómo debemos vivir." Grudem identifica a los socinianos como partidarios de la teoría del ejemplo.